# Râul Târsu
Râul Târsu este un curs de apă din județul Arad, unul din brațele care formează Râul Moneasa.

## Hărți
- Harta interactivă județul Arad
- Harta Munților Codru-Moma  Arhivat în 9 iunie 2008, la Wayback Machine.